# Roppereds håla
Roppereds håla är en sjö i Borås kommun i Västergötland och ingår i Viskans huvudavrinningsområde.